# Marderfelt
Marderfelt, svensk adelsätt med tyskt ursprung. Ätten härstammar från hantverkarsonen Konrad von Massberg, som var frivillig vid svenska armén i Preussen år 1628 och som 1646 adlades med namnet Marderfelt. Samme Conrad blev 1677 upphöjd i friherrligt stånd.

## Kända medlemmar
- Conrad Marderfelt (ca. 1610–1688)
- Arvid Axel Marderfelt (ca. 1655–1708)

Denna artikel är helt eller delvis baserad på artikeln Marderfelt, Konrad  Svenskt biografiskt handlexikon (SBH), utgiven 1906.